# Edna Skinner
Pour les articles homonymes, voir Skinner.
Edna Skinner est une actrice américaine née le 23 mai 1921 à Washington, District of Columbia (États-Unis), morte le 8 août 2003 à North Bend (Oregon).

## Filmographie
- 1948 : Le Brigand amoureux (The Kissing Bandit), de László Benedek : Juanita
- 1953 : Désir d'amour (Easy to Love) : Nancy Parmel
- 1953 : Topper (série TV) : Maggie (1954-1955)
- 1954 : La Roulotte du plaisir (The Long, Long Trailer) de Vincente Minnelli : Maude Barrett
- 1955 : Grève d'amour (The Second Greatest Sex) de George Marshall : Cassie Slater
- 1956 : La Loi du Seigneur (Friendly Persuasion) : Opal Hudspeth
- 1957 : Footsteps in the Night
- 1961 : Monsieur Ed, le cheval qui parle ("Mister Ed") (série TV) : Kay Addison (1961-1964)